# Brotulotaenia
Brotulotaenia is een geslacht van straalvinnige vissen uit de familie van naaldvissen (Ophidiidae). Het geslacht is voor het eerst wetenschappelijk beschreven in 1933 door Parr.

## Soorten
- Brotulotaenia brevicauda Cohen, 1974.
- Brotulotaenia crassa Parr, 1934.
- Brotulotaenia nielseni (Cohen, 1974).
- Brotulotaenia nigra Parr, 1933.